# تنمية تشاركية

تسعى التنمية التشاركية إلى إشراك السكان المحليين في مشاريع التنمية. اتخذت التنمية التشاركية منذ ظهورها في السبعينيات، مجموعة متنوعة من الأشكال، وذلك عندما قُدمت على أنها جزء مهم من «نهج الاحتياجات الأساسية» للتنمية. تسعى معظم مظاهر المشاركة السياسية في مجال التنمية إلى «إعطاء الفقراء دورًا في المبادرات المصممة لمصلحتهم» على أمل أن تكون مشاريع التنمية أكثر استدامة ونجاحًا إذا أُشرك السكان المحليون في عملية التنمية. ارتفعت شعبية التنمية التشاركية، وبدأت منظمات كثيرة باعتمادها. وتُقدم في كثير من الأحيان بديلَا للتنمية السائدة «من الأعلى إلى الأسفل». توجد تساؤلات عن التعريف الصحيح للتطوير التشاركي، إذ يختلف باختلاف المنظور المُستعمل. توجد وجهتا نظر لتعريف التنمية التشاركية، وهما «منظور الحركة الاجتماعية» و «المنظور المؤسسي»:
يُعرّف «منظور الحركة الاجتماعية» المشاركة على أنها تنظيم الناس للقضاء على التسلسل الهرمي للمعرفة والسلطة والتوزيع الاقتصادي. يحدد هذا المنظور هدف المشاركة على أساس أنها عملية تمكين للناس للتعامل مع التحديات والتأثير على اتجاه حياتهم الخاصة. تحدث المشاركة في التمكين عندما يكون أصحاب المصلحة الأساسيون قادرين على بدء العملية ويرغبون في المشاركة في التحليل. يؤدي هذا إلى اتخاذ قرار مشترك حول ما يجب تحقيقه وكيفية تحقيقه. على الرغم من أن الغرباء شركاء متساوون في جهود التنمية، فأصحاب المصلحة الأساسيون شركاء متساوون ولهم رأي مهم في القرارات المتعلقة بحياتهم. يحدد الحوار القضايا المهمة ويحللها، ويؤدي تبادل المعرفة والخبرات إلى إيجاد حلول كثيرة. يقع حق الملكية والتحكم في العملية في أيدي أصحاب المصلحة الأساسيين. يعرّف «المنظور المؤسسي» المشاركة بأنها تفعيل دور المجموعات المتأثرة بصنع القرار وإيصال مدخلاتهم واستخدامها في تصميم مشاريع التطوير وتنفيذها. يستخدم «المنظور المؤسسي» مدخلات وآراء المجموعات ذات الصلة، أو أصحاب المصلحة في المجتمع، على أنهم أداة لتحقيق هدف محدد مسبقًا، يحدده شخص خارج المجتمع المعني بالأمر. يعد مشروع التطوير، الذي يبدأ به ناشط خارج المجتمع المعني بالأمر، عملية يمكن من خلالها تقسيم مشكلات المجتمع إلى مراحل، وتسهل عملية التقسيم هذه، تقييم مدى صلة النهج التشاركي وموعده. من منظور مؤسسي، توجد أربع مراحل رئيسية لمشروع التنمية والتطوير: مرحلة البحث، مرحلة التصميم، مرحلة التنفيذ، ومرحلة التقييم، الموضحة في الأقسام اللاحقة من هذه المقالة. يسمى المنظور المؤسسي أيضًا «المنظور القائم على المشاريع».

يشدد دعاة التنمية التشاركية على وجود فرق بين المشاركة باعتبارها «غاية في حد ذاتها»، والتنمية التشاركية باعتبارها «عملية تمكين» للسكان المهمشين. ووُصف الفرق أيضًا على أنه الاختلاف في تقييم المشاركة لأسباب جوهرية أو لأسباب ذرائعية. في الأولى، قد يُطلب من المشاركين إبداء آرائهم دون أي تأكيد بأنه سيكون لهذه الآراء أي تأثير، أو قد يُعلمون بالقرارات بعد إتخاذها. وفي الثانية، يؤكد المؤيدون أن التنمية التشاركية تسعى إلى «تبني وتعزيز قدرة الناس على القيام بدور في تنمية مجتمعهم». ينطوي التطوير التشاركي المستخدم في مبادرات معينة غالبًا على عملية إنشاء المحتوى. على سبيل المثال، يستخدم مشروع «إيجاد صوت» التابع لليونسكو، تكنولوجيا المعلومات والاتصالات في مبادرات التنمية. يساهم إنشاء المحتوى المحلي وتوزيعه في تكوين شبكات معلومات محلية. وهو أسلوب عملي يتضمن مناقشات ومحادثات شاملة، بالإضافة إلى اتخاذ قرارات مع المجتمع المستهدف. يعمل أعضاء مجموعة المجتمع على إنشاء محتوى وفقًا لقدراتهم واهتماماتهم. تسهل هذه العملية استخدام تكنولوجيا المعلومات والاتصالات لتعزيز التنمية الفردية والاجتماعية. يعد إنشاء المحتوى التشاركي أداة مهمة لاستراتيجيات الحد من الفقر وإنشاء مجتمع معرفي شامل رقميًا.

## مراحل مشروع التطوير التشاركي من المنظور المؤسسي
يمكن تقسيم كل مشكلة في مشروع التطوير التشاركي إلى مراحل، ويسهل هذا التقسيم تقييم متى وإلى أي مدى سيكون النهج التشاركي مناسبًا. من منظور مؤسسي، توجد أربع مراحل أساسية لمشروع التنمية:
1. مرحلة البحث: تعريف مشكلة التنمية بدقة. يمكن إشراك جميع أصحاب المصلحة المعنيين في هذه العملية. قد يشمل البحث لحل مشكلة التنمية دراسة التجارب السابقة، وتحديد المعارف والمواقف الفردية والجماعية، والسياسات الحالية وغيرها من المعلومات السياقية المتعلقة بالظروف الاجتماعية الاقتصادية، والثقافية، والروحانية، والنوع الاجتماعي، إلخ.
2. مرحلة التصميم: تحدد هذه المرحلة الأنشطة الفعلية. يساعد النهج التشاركي في ضمان الملكية والتزام المجتمعات المعنية. تهدف المشاركة الفعالة للمواطنين المحليين وأصحاب المصلحة الآخرين إلى تحسين جودة التدخلات المقترحة وأهميتها.
3. مرحلة التنفيذ: هي عندما يُنفذ التدخل المخطط. تزيد المشاركة في هذه المرحلة درجة الالتزام ومدى أهمية المشروع واستدامته.
4. مرحلة التقييم: تضمن المشاركة في هذه المرحلة تأكيد أهم التغييرات، ولفت الانتباه إليها وتقييمها. لإجراء تقييم ذي مغزى، يجب تحديد المؤشرات والقياسات في عملية تشاركية في بداية المبادرة بمشاركة جميع أصحاب المصلحة.

## أشكال التنمية التشاركية
1. المشاركة السلبية هي الأقل مشاركة في المناهج الأربعة. يشارك أصحاب المصلحة الأساسيون في المشروع عند إعلامهم بما سيحدث أو الذي حدث بالفعل. تكون ملاحظات الأشخاص محدودة أو غير موجودة، وتُقيم مشاركتهم من خلال عدة أساليب مثل الاستفتاء والمساهمة في المناقشات (يشار إليها أحيانًا بالمشاركة بالمعلومات).[5]
2. المشاركة عبر التشاور هي عملية استخلاصية، إذ يقدم أصحاب المصلحة إجابات على الأسئلة التي طرحها باحثون أو خبراء خارجيون. لا تقتصر المساهمة على الاجتماعات، إذ يمكن تقديم الآراء والمدخلات أيضًا في أوقات مختلفة. وعلى الرغم من ذلك، تبقي هذه العملية التشاورية سلطة اتخاذ القرار في أيدي مهنيين خارجيين ليسوا ملزمين بإدراج مدخلات أصحاب المصلحة.[5]
3. المشاركة عبر التعاون تعبر عن تشكيل مجموعات من أصحاب المصلحة الأساسيين للمشاركة في مناقشة وتحليل الأهداف المحددة مسبقًا التي حددها المشروع. هذا المستوى من المشاركة لا يؤدي عادة إلى تغييرات جذرية فيما ينبغي إنجازه، والذي يكون غالبًا محددًا بالفعل. وعلى الرغم من ذلك، فهي تتطلب مشاركة نشطة في عملية صنع القرار وكيفية تحقيق ذلك. تدخل هذه الطريقة نوعًا من الاتصالات الأفقية وبناء القدرات بين جميع أصحاب المصلحة -جهد تعاوني مشترك. وحتى إن كانت المشاركة التعاونية تعتمد في البداية على الاستشاريين والخبراء الخارجيين، فقد تتطور بمرور الوقت إلى شكل مستقل من أشكال المشاركة.
4. مشاركة التمكين هي المكان الذي يكون فيه أصحاب المصلحة الأساسيين قادرين ومستعدين لبدء العملية والمشاركة في التحليل. هذا يؤدي إلى اتخاذ قرار مشترك حول ما يجب تحقيقه وكيفية تحقيقه. على الرغم من أن الغرباء شركاء متساوون في جهود التنمية، فإن أصحاب المصلحة الأساسيون هم من يعدون «أول النظراء»، أي أنهم شركاء متساوون لهم رأي مهم في القرارات المتعلقة بحياتهم. يحدد الحوار القضايا الهامة ويحللها، كما يؤدي تبادل المعرفة والخبرات إلى إيجاد حلول كثيرة. يقع حق الملكية والتحكم في العملية في أيدي أصحاب المصلحة الأساسيين.